# 李留法
李留法（1957年—），河南汝州人，汉族，中华人民共和国政治人物。

## 生平
毕业于北京大学工商管理专业，担任河南天瑞集团公司董事长。2008年起担任全国人大代表。2013年，担任全国人大代表。
2015年山水水泥股東間爆發內鬨，李留法趁勢大買山水股票，一舉躍升為最大股東，更在同年12月發動奇襲，改選董事，將亞泥逐出董事會，間接讓徐旭東想藉由入主山水水泥的方式，擠進中國水泥前十大的如意算盤落空。
2018年2月24日，当选为第十三届全国人大代表。